# 韩城站
韩城站位于中华人民共和国陕西省渭南市韩城市新城街道普照路，是一个侯西铁路上的铁路车站，建于1971年，目前为二等站，目前客运：办理旅客乘降；行李、包裹托运；货运：办理整车、零担货物发到；办理整车货物承运前保管。

## 历史
- 建于1971年。
- 2020年10月11日，西安至韩城间直达动车组列车首次开行，由复兴号CR200J承运，两地通行时间最短压缩到了1小时58分钟，这是韩城站首次开行动车组列车[2]。

## 车站结构
韩城站新建候车室面积1090平方米，最大容客量908人。

## 旅客列车目的地
截至2025年7月，每日有8班旅客列车在韩城站办理客运业务。
| 列车所属路局 | 目的地                           |
| ------------ | -------------------------------- |
| 太原局集团   | 北京豐臺、临汾、太原、大同、长沙 |
| 西安局集团   | 西安                             |